# Industria de defensa de Argentina

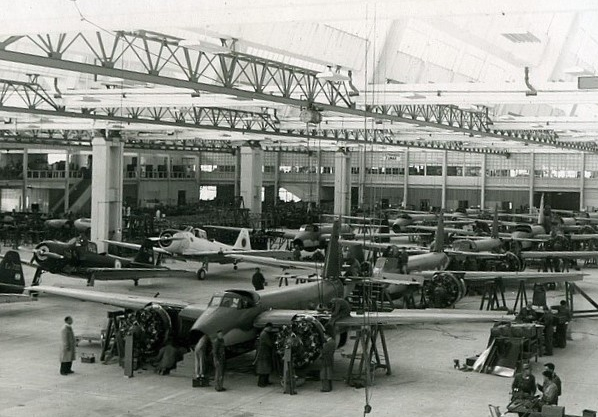
Producción de aviones en 1950

La industria de defensa de Argentina ha desarrollado, a lo largo de los años, diferentes programas para mejorar las Fuerzas Armadas de Argentina. Los primeros pasos importantes para establecer una industria de defensa se hicieron durante la Segunda Guerra Mundial y recibieron un impulso durante la década de 1970 después de que Estados Unidos impusiera un embargo de armas debido a violaciones de derechos humanos. La política de privatización llevada a cabo durante la década de 1990 virtualmente eliminó la producción militar nacional, pero muchas fábricas fueron reabiertas durante los últimos años.

## Ejército

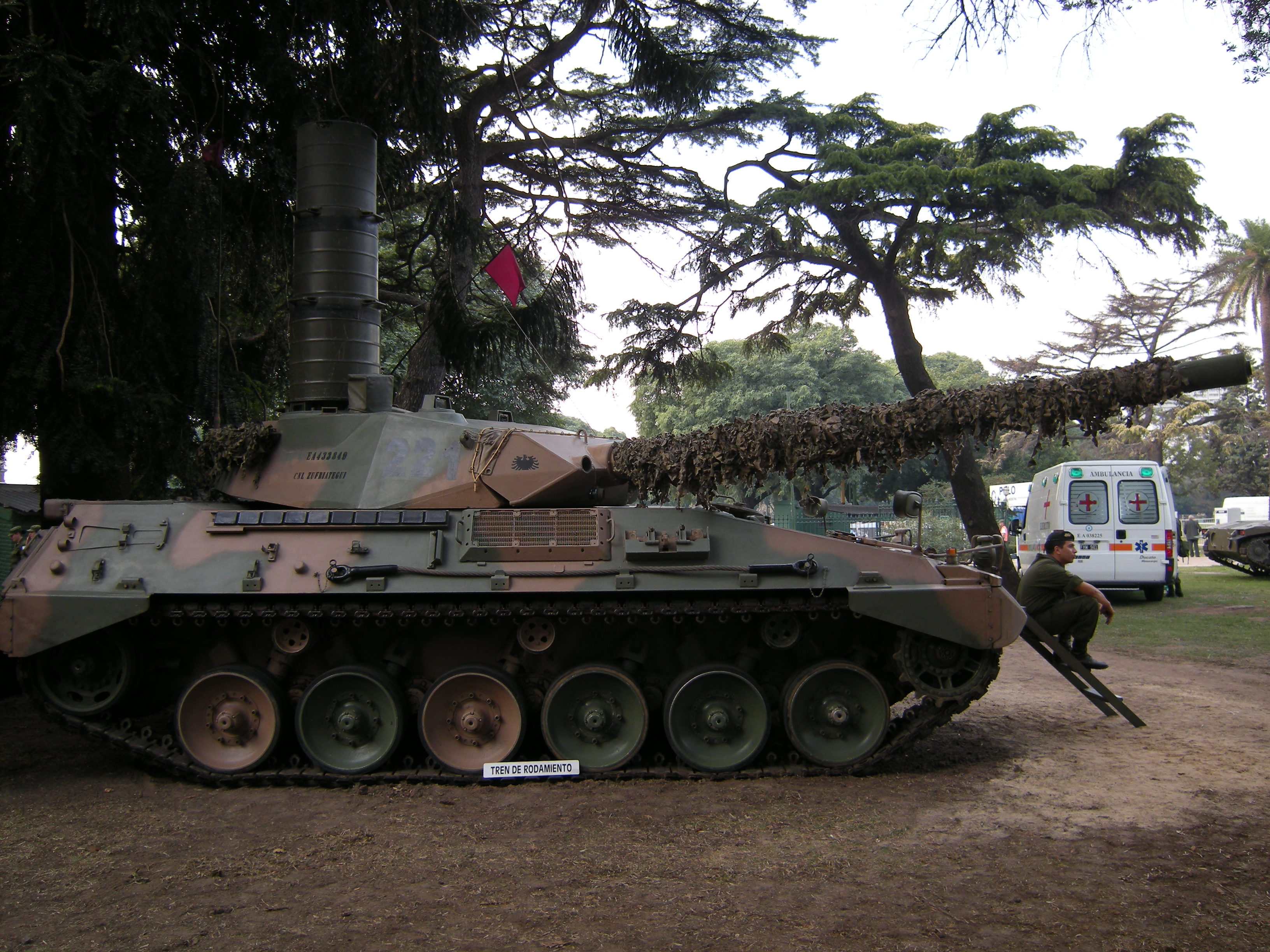
Tanque TAM

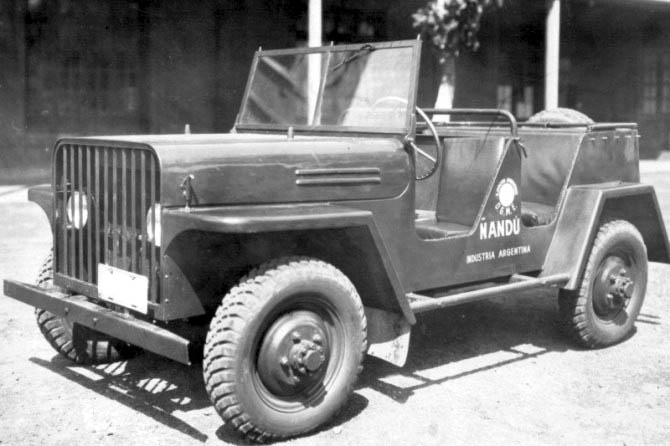
Jeep Ñandú

En 1945, el Ejército Argentino diseñó y construyó su primer tanque: el Nahuel; y el primer jeep: el Ñandú. Desde entonces, el complejo estatal Fabricaciones Militares, tradicionalmente ha suministrado al Ejército la mayoría de sus equipos, desde uniformes y cascos hasta la familia TAM (tanque). Armas como la pistola Browning, FN FAL, FN MAG, etc. fueron construcciones bajo licencia por la fábrica Domingo Matheu o desarrolladas localmente como el fusil FARA 83. CITEFA sigue siendo la agencia gubernamental responsable del desarrollo de la tecnología militar que diseñó armas como el cañón de artillería de 155 mm, el misil antitanque guiado por cable Mathogo y el sistema de lanzacohetes múltiple Pampero en el pasado.
La década de 1990, como en el resto de la economía nacional, vio una gran reducción de los programas militares patrocinados por el estado; entonces el Ejército compró todo tipo de cosas, como los cascos PASGT en el mercado abierto. Después de la crisis económica de 2001, el gobierno alentó la sustitución de importaciones y se están produciendo nuevamente artículos locales. Se impulsó el desarrollo de vehículos UAV como el Lipán. El Batallón de Mantenimiento de Aviación del Ejército Argentino en Campo de Mayo comenzó la conversión de la flota UH-1H Huey en la variante Huey II y el constructor local patrocinado por el Ejército Cicaré para construir el helicóptero explorador CH-14 Aguilucho. El Batallón de Ingenieros de Combate 601 también diseñó y construyó varios modelos de plantas de purificación de agua que se habían desplegado como ayuda humanitaria en Bolivia, Perú, Haití y Chile en los últimos años.
En la década de 2000, el Ejército desarrolló el vehículo de propósito general VLEGA Gaucho conjuntamente con el Ejército Brasileño; y el tanque ligero Patagón basado en el chasis SK-105 Kürassier con una torreta AMX-13 restaurada.
En el año 2005, el Ejército Argentino inició el proyecto TAM 2C. El plan dirigido por el coronel Juan Simoncelli convocó a una licitación internacional. La propuesta de Elbit Systems de Israel obtuvo la contratación. Los oficiales del EA seleccionaron a la empresa por la gran experiencia en guerra de este país de Oriente Próximo. En efecto, los técnicos israelíes se guiaron por la experiencia en combate en Oriente Medio y la visión del general Yisrael Talik Tal, diseñador del tanque Merkava.

## Armada

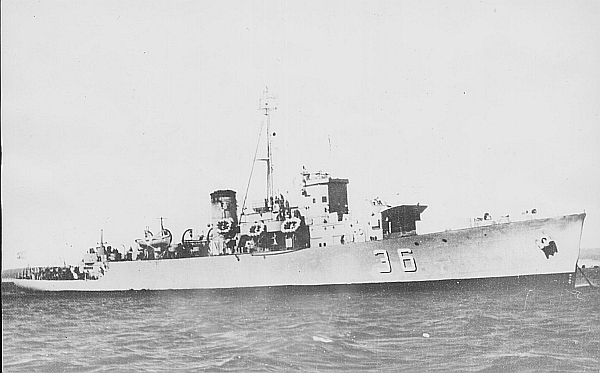
ARA Piedra Buena (P-36), fragata de la clase Azopardo

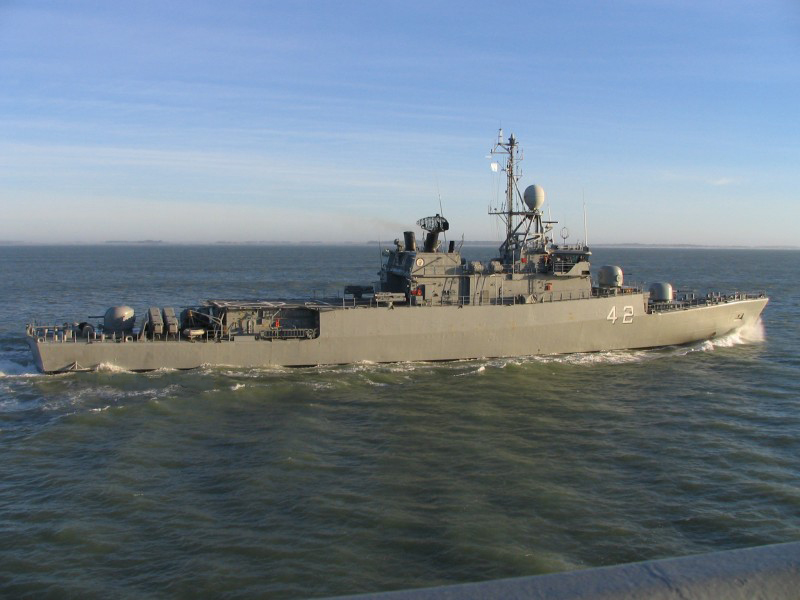
Corbeta de clase Espora (MEKO 140)

En 1930, el astillero Astarsa construyó los primeros avisos para la Armada Argentina y el Astillero del Río Santiago ha suministrado barcos desde la década de 1950 incluyendo el buque escuela ARA Libertad, las dos patrulleras Murature, la fragata Azopardo, el LST ARA Cabo San Antonio; y construyó el destructor de clase tipo 42 ARA Santísima Trinidad bajo licencia.[cita requerida]
En la década de 1970 Tandanor ensambló dos submarinos Tipo 209 traídos en partes de Alemania Occidental y en la década de 1980 seis corbetas clase Espora se han construido en Río Santiago.
Un programa para construir cuatro submarinos de la clase TR-1700 en Buenos Aires fue cancelado por la administración de Carlos Menem en la década de 1990 cuando el astillero Domecq García se cerró con dos cascos casi a la mitad. Con esta instalación especializada cerrada, la Armada se vio obligada a enviar el submarino ARA Santa Cruz a Brasil para su mejora de vida media. En 2003, el astillero fue reabierto y el ARA San Juan completó su revisión en video. En 2010, el gobierno también anunció que comenzó a trabajar con el reactor local CAREM de INVAP para transformar uno de los TR-1700 pendientes en un submarino nuclear y / o un buque de superficie.
Los arsenales de la Armada en Puerto Belgrano realizan el mantenimiento de los buques de la flota, por ejemplo, los motores de las turbinas Rolls-Royce Tyne.

## Fuerza Aérea

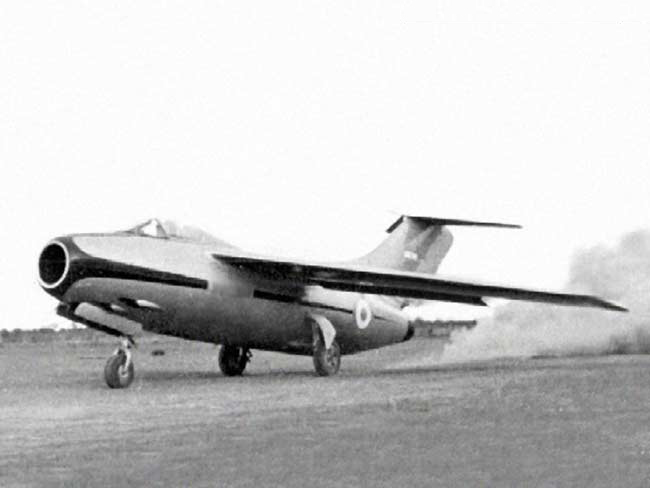
I.Ae. 33 Pulqui II

En 1927, se estableció la Fábrica Militar de Aviones (FMA), que en 1947 desarrolló y construyó el primer avión de combate a reacción de América Latina: el Pulqui I; sus diseños más famosos son el IA-58 Pucará y el IA-63 Pampa. Ha montado bajo licencia el T-34 Mentor, MS-760 Paris y el A-4AR Fightinghawk. También hace mantenimiento para modelos como el C-130 Hercules.
Desde 1983, las FMA desarrollaron y aprobaron una serie de sistemas y armas que se construirán localmente conocidas como la serie FAS, que incluyen RWR, reabastecimiento de combustible aéreo, bombas de racimo, etc.
A finales de la década de 1980, Quimar SA construyó el MQ-2 Biguá, un derivado del vehículo a control remoto Meteor Mirach 100, que se probó con un Pucara IA-58 y en la década de 1990 la Fuerza Aérea argentina reveló el Nostromo Yarará (Nostromo Defensa) y el 2000's AeroDreams Strix (AeroDreams) UAV.

## Cohetes, misiles y astronáutica
Desde la década de 1950, la Fuerza Aérea Argentina (FAA) operó un sitio de lanzamiento de cohetes en la base aérea de Chamical, provincia de La Rioja, para realizar estudios de alta atmósfera. Sin embargo, después de la Guerra de las Malvinas, el Ejército aprobó el desarrollo del misil Cóndor, que luego fue cancelado debido a la presión política de los Estados Unidos. En 2009 probaron con éxito el cohete Gradicom, cuyo refuerzo fue desarrollado completamente por científicos e ingenieros argentinos. para aplicaciones militares y civiles en el campo de tiro de Serrezuela, Córdoba. Actualmente, CONAE, la Comisión Nacional de Actividades Espaciales, está desarrollando un cohete propulsor líquido de varias etapas llamado Tronador II para ser utilizado en el lanzamiento de satélites.
CITEFA ha producido varios misiles aire-tierra desde finales de la década de 1960, incluidos el Albatros, el Martin Pescador y el AS-25K. En 2008 renovaron los motores de misiles Áspide en uso en la Armada Argentina y misiles aire-aire Matra Magic.
La empresa estatal INVAP también se destaca por su serie de satélites  y en 2007 comenzó a construir radares propios 2D y 3D para la Fuerza Aérea Argentina.

## Electrónica y software

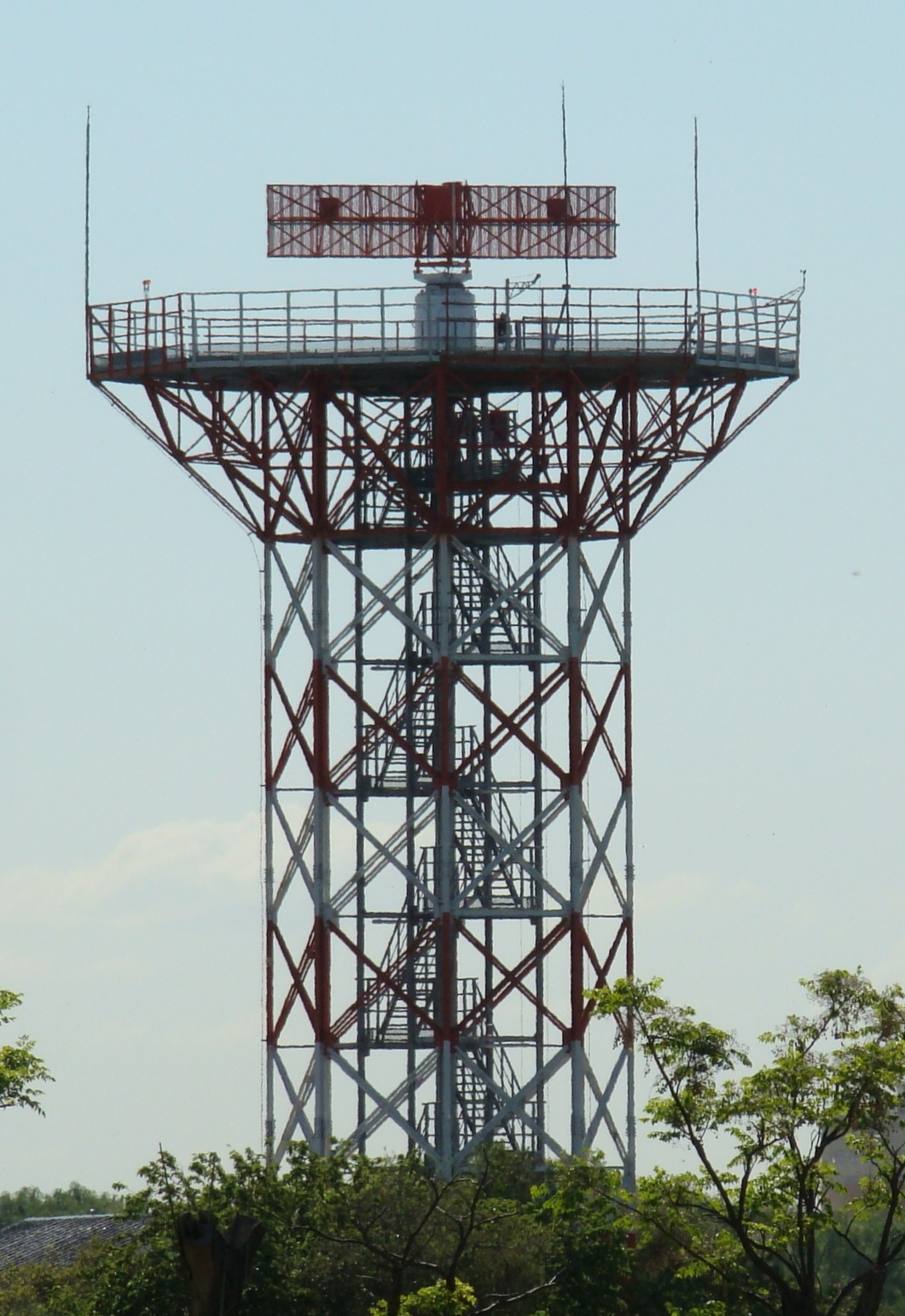
Radar Inkan de INVAP

Las tres fuerzas armadas tienen sus respectivas unidades dentro de sus organizaciones a cargo del diseño, desarrollo y producción del software requerido. Los ejemplos en el Ejército incluyeron instalaciones de control de artillería y el SIMUPAZ, un simulador utilizado para entrenar cascos azules. La unidad principal de señales, Batallón de Comunicaciones 601, ha renovado todos los equipos de radio, ha desarrollado unidades desplegables de comunicaciones por satélite y ha actualizado digitalmente los radares RASIT en el programa Rastreador. Los ejemplos en la Fuerza Aérea incluyen el centro de control de tráfico aéreo de diseño indígena para el VYCEA en Merlo y la actualización del radar AN / APG-66V2 (ARG-1) para el avión A-4AR. La Armada usa sus propios sistemas para enlaces de datos entre sus naves.
INVAP desarrolló un radar de apertura sintética para reemplazar el Bendix RDR-1500B en el avión de patrulla marítima Beechcraft Super King Air de la Aviación Naval Argentina.

## Energía atómica
Argentina tiene un programa nuclear avanzado, primero construyó un reactor de investigación en 1957 y luego el primer reactor comercial en línea de América Latina en 1974. Argentina desarrolló su programa nuclear sin depender demasiado de la tecnología extranjera. Se han construido instalaciones nucleares con tecnología argentina en Perú, Argelia, Australia y Egipto. En 1983, el país admitió tener la capacidad de producir uranio para armas, un gran paso necesario para ensamblar armas nucleares. Sin embargo, desde entonces, la Argentina se ha comprometido a utilizar la energía nuclear solo para fines pacíficos y ha sido muy activa en la no proliferación. En 1992, Argentina y Brasil crearon la Agencia Brasileño-Argentina de Contabilidad y Control de Materiales Nucleares para la verificación bilateral del uso pacífico de materiales nucleares.

## Nota
1. ↑  «2C» es una sigla que homenajean al bicentenario de la Independencia de Argentina.[1]